# Flugunfall der Selva Taxi Aéreo
Der Flugunfall der Selva Taxi Aéreo ereignete sich am 29. Juli 1998, als eine stark überladene Embraer EMB 110 Bandeirante der brasilianischen Regionalfluggesellschaft Selva Taxi Aéreo auf einem Flug von Manaus nach Tefé im Amazonasgebiet im Manacapuru-Fluss notwassern musste. Bei dem Zwischenfall kamen 12 von 27 Personen an Bord ums Leben. Die Embraer EMB 110 ist nur für 21 Personen zugelassen.

## Maschine
Das betroffene Flugzeug war eine 1981 gebaute Embraer EMB 110P1 Bandeirante mit der Werknummer 110343. Die Maschine trug das Luftfahrzeugkennzeichen PT-LGN. Das zweimotorige Regionalverkehrsflugzeug war mit 2 Turboproptriebwerken des Typs Pratt & Whitney Canada PT6A-34 ausgestattet und für 19 Passagiere und 2 Besatzungsmitglieder zugelassen. Das maximale Abfluggewicht betrug 5670 Kilogramm.
Die Maschine wurde im Juli 1981 zunächst an die kolumbianische Transcoloniana de Aviación ausgeliefert, wo sie unter dem Luftfahrzeugkennzeichen HK-2639 betrieben wurde. Im April 1985 übernahm die brasilianische Companhia Real de Arren Mercantil die Maschine, wo sie auch ihr letztes Kennzeichen PT-LGN erhielt. Im November 1990 übernahm Aerotáxi Pampulha die Maschine. Der letzte Betreiber Selva Taxi Aéreo hatte die Maschine seit 1997 geleast.

## Unfallhergang
Die Maschine führte einen Inlandsflug von Manaus nach Tefé durch. Die Distanz der Flugstrecke beträgt 518 Kilometer. Obwohl die Maschine nur für 19 Passagiere zugelassen war, wurden 25 Passagiere mit an Bord genommen. Zusammen mit den beiden Besatzungsmitgliedern befanden sich damit 27 Personen an Bord. Zudem war aus wirtschaftlichen Überlegungen heraus beschlossen worden, die Maschine in Manaus, das eine Freihandelszone ist, mit mehr Kerosin zu betanken, als für den Flug nötig. Beim Abflug wog die Maschine 6522 Kilogramm, damit war ihr zulässiges maximales Abfluggewicht um 852 Kilogramm überschritten.
Rund 20 Minuten nach dem Start der Maschine kam es zu einem plötzlichen Abfall des Öldrucks in Triebwerk Nr. 2. Die Besatzung reduzierte den Triebwerksschub auf 72 Prozent und setzte den Flug in Richtung Tefé fort. Als sich die Maschine 185 Kilometer von Manaus entfernt auf einer Flughöhe von 8500 Fuß (ca. 2600 Meter) befand, fiel der Öldruck auf 40 psi, während die Temperatur der Turbinenabgase (TGT) stieg. Der Erste Offizier schaltete das Triebwerk ab und der Kapitän kehrte in Richtung Manaus um. Um 13:15 Uhr kontaktierte die Besatzung die Luftaufsicht in Manaus und meldete, dass die Maschine mit nur einem aktiven Triebwerk zum Flughafen zurückfliege.
Die zulässige Zuladung von zweimotorigen Flugzeugen ist gewöhnlich so bemessen, dass sie auch nach dem Ausfall eines Triebwerks flugfähig bleiben. Die deutlich überladene Embraer begann jedoch mit nur einem in Betrieb befindlichen Triebwerk zunehmend an Höhe zu verlieren. Während des Sinkfluges wurde eine konstante Fluggeschwindigkeit von 105 Knoten  (ca. 195 km/h) beibehalten, was unter den gegebenen Umständen dazu führte, dass sich wiederholt die Überziehwarnanlage aktivierte.
Um das Gewicht der Maschine zu reduzieren, wurde der Ausstieg über den Tragflächen geöffnet und Gepäckstücke der Passagiere wurden im Flug abgeworfen. Die Maschine schaffte es dennoch nicht, sich bis Manaus in der Luft zu halten und musste schließlich auf dem Manacapuru-Fluss, etwa 70 Kilometer westlich der gleichnamigen Stadt und rund 100 Kilometer westlich von Manaus, notwassern.
Rund 20 Minuten, nachdem die Besatzung die Flugsicherung über den Triebwerksausfall in Kenntnis gesetzt hatte, schlug die Maschine hart auf dem Wasser auf. Da dabei der Rumpf aufriss und die Kabine sich mit Wasser füllte, versank das Wrack schnell im Fluss. Bei dem Unfall kamen 12 Menschen ums Leben, darunter die beiden Piloten und 10 der 25 Passagiere.

## Folgen
Der Unfall blieb der einzige in der Betriebsgeschichte der Selva Taxi Aéreo. Die 1993 gegründete Fluggesellschaft musste 1999 den Betrieb einstellen.

## Ähnliche Zwischenfälle
- Der Flugunfall der Manaus Aerotáxi 2009 ereignete sich in der gleichen Region und fast unter identischen Umständen